# Louis Auguste Munch
Pour les articles homonymes, voir Munch.
Louis Auguste Munch, né le 19 novembre 1839 à Strasbourg et mort dans la même ville le 22 août 1890, est un imprimeur-lithographe français.
Fils d'ouvrier lithographe, il s'associe avec Émile Lemaître jusqu'à la mort de celui-ci en 1868 et reprend alors l'imprimerie qu'ils avaient créée .
Il produit divers travaux de ville (publicités, affichettes, cartons d'invitation) et fournit des illustrations pour des alsatiques, tels que L'Alsace ancienne et moderne ou Dictionnaire topographique, historique et statistique du Haut et du Bas-Rhin de Jacques Baquol. Après la guerre de 1870, on lui doit notamment un important ensemble de lithographies représentant les destructions de Strasbourg.

## Œuvre

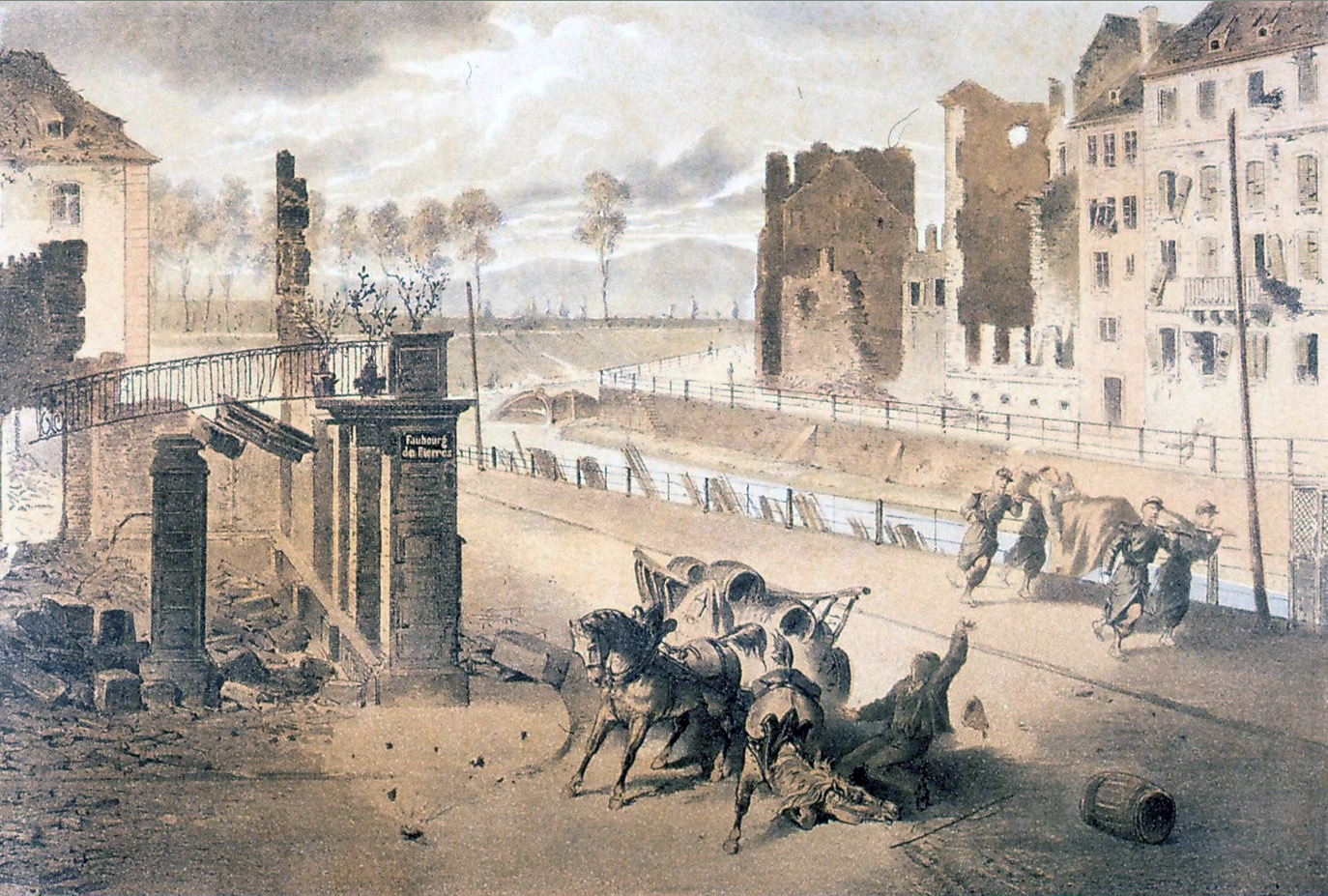
Strasbourg : Quai Schoepflin.
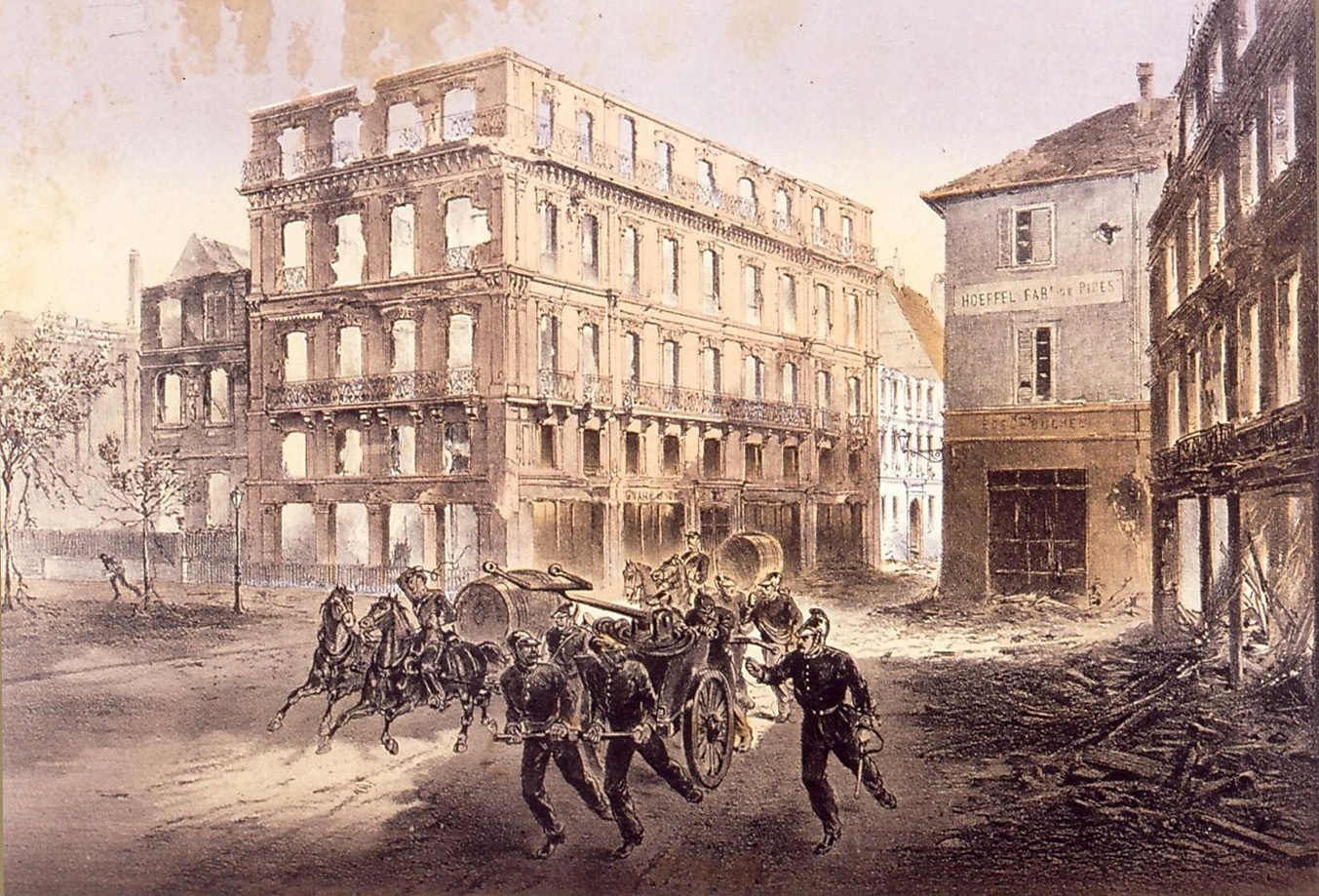
Strasbourg : La maison Scheidecker.
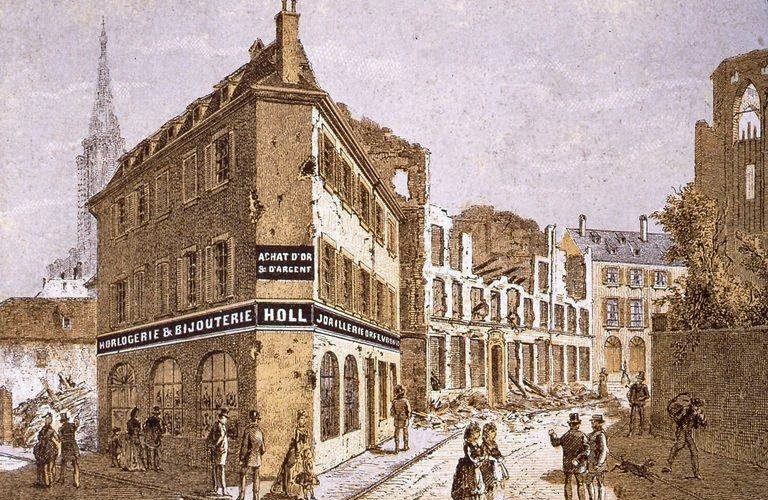
Strasbourg : Commerce [...], 4, rue du Dôme.